# Temporada 2012-2013 del RCD Espanyol
Dades de la Temporada 2012-2013 del RCD Espanyol. El club inicia la temporada amb 29.136 socis, amb prop de 1.000 altes noves i al voltant de 5.000 baixes, resultant en un descens d'uns 4.000 abonats respecte a la temporada anterior, en la qual hi havia 33.200 socis, i l'assistència mitjana al camp fou de 21.090 espectadors.

## Fets Destacats

### Pretemporada
- Gimnàstic de Tarragona - Espanyol: 1-2[6]
- Peralada CF - Espanyol: 0-2[6]
- Trofeu Aigua de Sant Aniol: UE Olot - Espanyol: 1-3[6]
- Palamós CF - Espanyol: 0-3[6]
- Torneig Ciutat de Barcelona, Espanyol - Montpellier HSC: 2-0[6]
- CE Sabadell - Espanyol: 0-1[6]
- Trofeu Carlos Lapetra, Reial Saragossa - Espanyol: 1-1, campió el Saragossa per penals[6]
- Golejadors: Álvaro (2), Cristian Alfonso (2), Dani Nieto (2), Tejera, Sergio García, Wakaso, Rui Fonte, Forlín, Víctor Álvarez i Verdú, i Cristino (p.p.).[6]

### Temporada
- El 14 de juny de 2012, Mauricio Pochettino anuncia la seva continuïtat com a tècnic del primer equip de l'Espanyol per dues temporades.[7]
- El 5 de juliol de 2012, Sergio Tejera Rodríguez fitxa pel RCD Espanyol per la temporada 2012-2013 a canvi de Javier Márquez Moreno i el cobrament d'1,2 milions d'euros del RCD Mallorca.[8]
- El 20 d'agost es presenta Simão Sabrosa, que arriba lliure després d'haver rescindit el seu contracte amb el Beşiktaş[9]
- El 30 d'agost s'anuncia el traspàs al Getafe Club de Fútbol d'Álvaro Vázquez per tres milions d'euros, als que es descompta el deute pendent de l'Espanyol amb el Getafe.[10]
- El 30 de setembre, amb només un punt de 18 de possibles, l'equip se situa cuer en solitari amb el pitjor inici de la seva història en la Lliga.[11]
- El 3 d'octubre el consell d'administració es dissol i anuncia eleccions per al 19 de novembre.[12]
- El 19 de novembre, Joan Collet i Diví és elegit president amb el suport del 61% de les accions.[13]
- El 26 de novembre després d'un mal inici de temporada, Mauricio Pochettino és destituït.[14]
- El 29 de novembre l'equip és eliminat de la Copa del Rei pel Sevilla Fútbol Club[15]
- El 30 de novembre es fitxa Javier Aguirre Onaindía com a entrenador fins a final de temporada.

## Resultats i Classificació
- Lliga d'Espanya: Tretzena posició amb 44 punts (38 partits, 11 victòries, 11 empats, 16 derrotes, 43 gols a favor i 52 en contra).
- Copa del Rei: Setzens de final. Eliminat pel Sevilla Fútbol Club.[15]
- Copa de Catalunya: Finalista. Eliminà la UE Llagostera a semifinals (3-0), però fou vençut a la final pel FC Barcelona (1-1 i penals) al Camp d'Esports de Lleida el 29 de maig de 2012.

## Plantilla
| P   | D  | Jugador                    | Lliga | Lliga | Copa d'Espanya | Copa d'Espanya |
| P   | D  | Jugador                    | PJ    | G     | PJ             | G              |
| --- | -- | -------------------------- | ----- | ----- | -------------- | -------------- |
| POR | 13 | Kiko Casilla               | 21    | -24   | 2              | -6             |
| POR | 1  | Cristian Álvarez ( Capità) | 18    | -28   | -              | -              |
| POR | 35 | Germán Parreño             | -     | -     | -              | -              |
| DEF | 6  | Juan Forlín (4t capità)    | 33    | -     | 2              | -              |
| DEF | 15 | Héctor Moreno              | 32    | 2     | 1              | -              |
| DEF | 16 | Javi López                 | 32    | 1     | 1              | -              |
| DEF | 19 | Diego Colotto              | 28    | 2     | 1              | -              |
| DEF | 18 | Joan Capdevila             | 26    | -     | 1              | -              |
| DEF | 3  | Raúl Rodríguez             | 22    | -     | 1              | -              |
| DEF | 27 | Víctor Álvarez             | 18    | -     | 1              | -              |
| DEF | 2  | Felipe Mattioni            | 6     | -     | 1              | -              |
| DEF | 14 | Ernesto Galán              | -     | -     | 1              | -              |
| MIG | 10 | Joan Verdú (2n capità)     | 37    | 9     | 1              | -              |
| MIG | 4  | Víctor Sánchez             | 33    | 1     | 2              | -              |
| MIG | 22 | Wakaso Mubarak             | 26    | 3     | 1              | -              |
| MIG | 7  | Raúl Baena                 | 19    | 1     | 1              | -              |
| MIG | 23 | Cristian Gómez             | 16    | -     | -              | -              |
| MIG | 24 | Cristian Alfonso           | 13    | -     | 2              | 1              |
| MIG | 5  | Sergio Tejera              | 12    | 1     | 1              | -              |
| MIG | 17 | Martin Petrov              | 8     | -     | -              | -              |
| MIG | 17 | Juan Albín                 | 7     | 1     | 1              | -              |
| DAV | 8  | Christian Stuani           | 32    | 7     | 2              | -              |
| DAV | 9  | Sergio García (3r capità)  | 28    | 7     | -              | -              |
| DAV | 20 | Simão Sabrosa              | 26    | 3     | 1              | -              |
| DAV | 12 | Samuele Longo              | 18    | 3     | 2              | -              |
| DAV | 11 | Rui Fonte                  | 10    | -     | 2              | -              |
| DAV | 8  | Álvaro Vázquez             | 2     | 1     | -              | -              |

Els equips espanyols estan limitats a tenir en la plantilla un màxim de tres jugadors sense passaport de la Unió Europea. La llista inclou només la principal nacionalitat de cada jugador; alguns jugadors no europeus tenen doble nacionalitat d'algun país de la UE:
- Cristian Álvarez té passaport espanyol  
- Mattioni té passaport italià  
- Diego Colotto té passaport italià  
- Wakaso Mubarak no ocupa plaça d'extracomunitari per un acord amb Ghana.  
- Christian Stuani té passaport italià  

### Equip tècnic
- Entrenador:  Javier Aguirre**
- Entrenador:  Mauricio Pochettino*
- Segon entrenador:  Alfredo Tena Garduño**
- Segon entrenador:  Toni Jiménez*
- Entrenador de porters:  Tommy N'Kono
- Assistent tècnic:  Toni Borrell Fabré
- Doctor:  Antonio Turmo Garuz**
- Metge:  Jordi Marcos Morta*
- Preparador físic:  Juan Iribarren Morras**
- Preparador físic:  Jesús Pérez Pérez*
- Preparador físic:  Jaume Bartrés Arenas

* Fins a la destitució de Mauricio Pochettino
** Amb la contractació de Javier Aguirre

### Altes
| N. | Pos. | Nac. | Jugador                                   |
| -- | ---- | --- | ----------------------------------------- |
| 19 | DEF  | [[Fitxer:Flag of Argentina.svg\|23x15px\|border \|alt=Argentina\|link=Selecció de futbol de l'Argentina\|{{#if:\|]]                      | Diego Colotto (del Deportivo)             |
| 5  | MIG  | [[Fitxer:Flag of Catalonia.svg\|23x15px\|border \|alt=Catalunya\|link=Selecció de futbol de Catalunya\|{{#if:\|]]                        | Sergio Tejera (del Mallorca)              |
| 18 | DEF  | [[Fitxer:Flag of Catalonia.svg\|23x15px\|border \|alt=Catalunya\|link=Selecció de futbol de Catalunya\|{{#if:\|]]                        | Joan Capdevila (del Benfica)              |
| 22 | MIG  | [[Fitxer:Flag of Ghana.svg\|23x15px\|border \|alt=Ghana\|link=Selecció de futbol de Ghana\|{{#if:\|]]                                    | Wakaso Mubarak (del Vila-real CF)         |
| 20 | DAV  | [[Fitxer:Flag of Portugal.svg\|23x15px\|border \|alt=Portugal\|link=Selecció de futbol de Portugal\|{{#if:\|]]                           | Simão Sabrosa (del Beşiktaş)              |
| 12 | DAV  | [[Fitxer:Flag of Italy.svg\|23x15px\|border \|alt=Itàlia\|link=Selecció de futbol d'Itàlia\|{{#if:\|]]                                   | Samuele Longo (cedit per l'Inter de Milà) |
| 8  | DAV  | [[Fitxer:Flag of Uruguay.svg\|23x15px\|border \|alt=Uruguai\|link=Selecció de futbol de l'Uruguai\|{{#if:\|]]                            | Christian Stuani (de la Reggina)          |
| 17 | MIG  | [[Fitxer:Flag of Bulgaria.svg\|23x15px\|border \|alt=Bulgària\|link=Selecció de futbol de Bulgària\|{{#if:\|]]                           | Martin Petrov (del Bolton Wanderers)      |
| 31 | DAV  | [[Fitxer:Flag of the Balearic Islands.svg\|23x15px\|border \|alt=Illes Balears\|link=Selecció de futbol de les Illes Balears\|{{#if:\|]] | Dani Nieto (torna del Girona FC)          |
| ?? | DAV  | [[Fitxer:Flag of Israel.svg\|23x15px\|border \|alt=Israel\|link=Selecció de futbol d'Israel\|{{#if:\|]]                                  | Ben Sahar (torna de l'Auxerre)            |
| ?? | MIG  | [[Fitxer:Flag of Spain.svg\|23x15px\|border \|alt=Espanya\|link=Selecció de futbol d'Espanya\|{{#if:\|]]                                 | Manu Molina (torna del SD Huesca)         |
| ?? | DAV  | [[Fitxer:Flag of Uruguay.svg\|23x15px\|border \|alt=Uruguai\|link=Selecció de futbol de l'Uruguai\|{{#if:\|]]                            | Adrián Luna (torna del CE Sabadell)       |

### Baixes
| N. | Pos. | Nac. | Jugador                                                                 |
| -- | ---- | --- | ----------------------------------------------------------------------- |
| 4  | MIG  | [[Fitxer:Flag of Catalonia.svg\|23x15px\|border \|alt=Catalunya\|link=Selecció de futbol de Catalunya\|{{#if:\|]]                        | Javi Márquez (al Mallorca)                                              |
| 12 | DAV  | [[Fitxer:Flag of Nigeria.svg\|23x15px\|border \|alt=Nigèria\|link=Selecció de futbol de Nigèria\|{{#if:\|]]                              | Kalu Uche (al Kasımpaşa)                                                |
| 11 | MIG  | [[Fitxer:Flag of Côte d'Ivoire.svg\|23x15px\|border \|alt=Costa d'Ivori\|link=Selecció de futbol de la Costa d'Ivori\|{{#if:\|]]         | Koffi Ndri Romaric (torna al Sevilla FC)                                |
| 17 | DAV  | [[Fitxer:Flag of Slovakia.svg\|23x15px\|border \|alt=Eslovàquia\|link=Selecció de futbol d'Eslovàquia\|{{#if:\|]]                        | Vladimir Weiss (torna al Manchester City FC)                            |
| 20 | DAV  | [[Fitxer:Flag of Uruguay.svg\|23x15px\|border \|alt=Uruguai\|link=Selecció de futbol de l'Uruguai\|{{#if:\|]]                            | Walter Pandiani                                                         |
| 22 | DEF  | [[Fitxer:Flag of Catalonia.svg\|23x15px\|border \|alt=Catalunya\|link=Selecció de futbol de Catalunya\|{{#if:\|]]                        | Dídac Vilà (torna a l'AC Milan)                                         |
| 23 | DAV  | [[Fitxer:Flag of Brazil.svg\|23x15px\|border \|alt=Brasil\|link=Selecció de futbol del Brasil\|{{#if:\|]]                                | Philippe Coutinho (torna a l'Inter de Milà)                             |
| 8  | DAV  | [[Fitxer:Flag of Catalonia.svg\|23x15px\|border \|alt=Catalunya\|link=Selecció de futbol de Catalunya\|{{#if:\|]]                        | Álvaro Vázquez (al Getafe CF), juga dos partits de lliga amb l'Espanyol |
| ?? | DAV  | [[Fitxer:Flag of Israel.svg\|23x15px\|border \|alt=Israel\|link=Selecció de futbol d'Israel\|{{#if:\|]]                                  | Ben Sahar (al Hertha de Berlín)                                         |
| ?? | MIG  | [[Fitxer:Flag of the Balearic Islands.svg\|23x15px\|border \|alt=Illes Balears\|link=Selecció de futbol de les Illes Balears\|{{#if:\|]] | Dani Nieto (a l'Alcorcón)                                               |
| ?? | MIG  | [[Fitxer:Flag of Spain.svg\|23x15px\|border \|alt=Espanya\|link=Selecció de futbol d'Espanya\|{{#if:\|]]                                 | Manu Molina (al València Mestalla)                                      |
| 14 | DEF  | [[Fitxer:Flag of Spain.svg\|23x15px\|border \|alt=Espanya\|link=Selecció de futbol d'Espanya\|{{#if:\|]]                                 | Ernesto Galán (al Xerez)                                                |

### Cessions
| N. | Pos. | Nac. | Jugador                                 |
| -- | ---- | --- | --------------------------------------- |
| 5  | DEF  | [[Fitxer:Flag of Catalonia.svg\|23x15px\|border \|alt=Catalunya\|link=Selecció de futbol de Catalunya\|{{#if:\|]]               | Jordi Amat i Maas (al Rayo Vallecano)   |
| ?? | DAV  | [[Fitxer:Flag of Uruguay.svg\|23x15px\|border \|alt=Uruguai\|link=Selecció de futbol de l'Uruguai\|{{#if:\|]]                   | Adrián Luna (al Nacional de Montevideo) |
| ?? | DAV  | [[Fitxer:Flag of France (1794–1815, 1830–1974).svg\|23x15px\|border \|alt=França\|link=Selecció de futbol de França\|{{#if:\|]] | Thievy Bifouma (al UD Las Palmas)       |
| 17 | DAV  | [[Fitxer:Flag of Uruguay.svg\|23x15px\|border \|alt=Uruguai\|link=Selecció de futbol de l'Uruguai\|{{#if:\|]]                   | Juan Albín (al Nacional de Montevideo)  |
| 11 | DAV  | [[Fitxer:Flag of Portugal.svg\|23x15px\|border \|alt=Portugal\|link=Selecció de futbol de Portugal\|{{#if:\|]]                  | Rui Fonte (al Benfica)                  |